# Xavier Fonollosa i Comas
Xavier Fonollosa i Comas (Martorell, 17 de gener de 1968) és un polític català, alcalde de Martorell des de 2015 pel grup municipal del Partit Demòcrata. Actualment és el president de Localret i impulsor actiu de l'aplicació de les noves tecnologies per a la millora de l'acció dels governs locals. Des del 23 de juliol de 2016 forma part de la direcció executiva del Partit Demòcrata com a responsable de l'Àrea Metropolitana de Barcelona.

## Biografia
Va néixer a Martorell, municipi del Baix Llobregat, el 17 de gener de 1968 en el si d'una família pagesa. Des de petit va mostrar gran interès per la vida pública, participant activament de la vida associativa del municipi. Va cursar els estudis de primària a l'escola pública Els Convents i durant les  dos últims cursos va participar en un programa d'intercanvi amb Nangis (França). Va cursar Batxillerat a l'Institut Pompeu Fabra de Martorell. Durant els seus anys formatius va ajudar el seu pare a llaurar el camp familiar, on va adquirir gran estima per la vida rural i la naturalesa. Va cursar els seus estudis superiors en la Facultat de Dret de la Universitat de Barcelona, compaginant-ho amb el seu treball en la Societat Agrària de Transformació Martorell Vinícola MAT (abans anomenada Sindicat Vitícola Comarcal), en la qual encara hi treballa com a gerent. Es va graduar en Dret el 1994 i des de llavors ha exercit d'advocat en el municipi de Martorell.
Va iniciar la seva vida política el 2003 de la mà de Convergència Democràtica de Catalunya, presentant-se pel grup municipal de Convergència i Unió per Martorell. Malgrat guanyar les eleccions, el grup de CiU va passar a l'oposició. El 2007 es va tornar a presentar en la llista municipal liderada per Salvador Esteve i Figueras, que va obtenir majoria absoluta. Durant els anys 2007-2015 va ser primer tinent d'alcalde i regidor de Via Pública i Serveis Municipals, compaginant-ho des de 2011 amb la vicepresidència del Consell Comarcal del Baix Llobregat.
El 2015 va liderar la llista del grup municipal de Convergència i Unió per Martorell i guanyà les eleccions. Actualment és alcalde de Martorell pel Partit Demòcrata.
A l'octubre de 2015 va ser elegit president de Localret, organització formada per administracions locals de Catalunya que actuen de forma coordinada i unitària per al desenvolupament de les xarxes i serveis de telecomunicacions, així com en l'aplicació de les TIC per a la millora de l'acció dels governs locals enfront de l'impuls de la societat de la informació.
Des del 23 de juliol de 2016 forma part de la direcció executiva del Partit Demòcrata Europeu Català com a responsable de l'Àrea Metropolitana.